# عبد الباري هوساوي
عبد الباري هوساوي مواليد 22 يناير 1993 في، السعودية، هو لاعب كرة قدم سعودي يلعب في نادي جبة.

## مسيرة اللاعب
لعب في نادي المجزل ونادي جبة.

## روابط خارجية
- عبد الباري هوساوي على موقع Soccerway.com (الإنجليزية)